# توکیکو کاتو
توکیکو کاتو (انگلیسی: Tokiko Kato؛ زادهٔ ۲۷ دسامبر ۱۹۴۳) خواننده-ترانه‌سرا اهل ژاپن است. وی از سال ۱۹۶۶ میلادی تاکنون مشغول فعالیت بوده‌است.